# Hats Off to the Buskers
Hats Off to the Buskers è il primo album in studio del gruppo musicale indie rock scozzese The View, pubblicato nel 2007.

## Tracce
1. Comin' Down – 2:57
2. Superstar Tradesman – 3:13
3. Same Jeans – 3:33
4. Don't Tell Me – 3:22
5. Skag Trendy – 3:00
6. The Don – 3:09
7. Face for the Radio – 3:18
8. Wasted Little DJs – 3:57
9. Gran's for Tea – 2:33
10. Dance Into the Night – 3:05
11. Claudia – 2:40
12. Street Lights – 2:57
13. Wasteland – 2:26
14. Typical Time – 0:35

## Formazione
- Kyle Falconer - voce, chitarra, piano
- Kieren Webster - voce, basso
- Pete Reilly - chitarra
- Steven Morrison - batteria

## Classifiche
| Classifica (2007) | Posizione raggiunta |
| ----------------- | ------------------- |
| Regno Unito       | 1                   |
| Irlanda           | 3                   |